# Allan Evans
Allan Evans, né le 12 octobre 1956 à Dunfermline (Écosse), est un footballeur écossais, qui évoluait au poste de défenseur à Aston Villa et en équipe d'Écosse. 
Evans n'a marqué aucun but lors de ses quatre sélections avec l'équipe d'Écosse en 1982.

## Carrière
- 1973-1977 :  Dunfermline Athletic
- 1977-1989 :  Aston Villa
- 1989-1990 :  Leicester City
- 1990-1991 :  Darlington FC

## Palmarès

### En équipe nationale
- 4 sélections et 0 but avec l'équipe d'Écosse en 1982.

### Avec Aston Villa
- Vainqueur de la Ligue des champions de l'UEFA en 1982.
- Vainqueur de la Supercoupe de l'UEFA en 1982.
- Vainqueur du Championnat d'Angleterre de football en 1981.